# Decellia bimaculipennis
Decellia bimaculipennis är en skalbaggsart som beskrevs av Stefan von Breuning 1968. Decellia bimaculipennis ingår i släktet Decellia och familjen långhorningar. Inga underarter finns listade i Catalogue of Life.